# アイウトン・フェレイラ・シウヴァ
アイウトン・シウヴァ（Ailton Silva）ことアイウトン・フェレイラ・シウヴァ（ポルトガル語: Ailton Ferreira Silva、1995年3月16日 - ）は、ブラジルのサッカー選手。パフォスFC所属。ポジションはDF。

## クラブ歴
フルミネンセFCの下部組織出身でトップチームに昇格。2015年にボタフォゴEC (ジャコビナ)に期限付き移籍。同年6月、アゼルバイジャン・プレミアリーグのネフチ・バクーに1シーズンの期限付き移籍。翌シーズンはポルトガル・プリメイラ・リーガのGDエストリル・プライアに期限付き移籍をした。
2017年7月にブンデスリーガのVfBシュトゥットガルトに完全移籍で加入、4年契約を締結した。移籍金は100万ユーロと報じられた。2018年1月25日にエストリル・プライアに期限付き移籍で再加入した。2018-19シーズンはSCブラガに期限付き移籍。2019-20シーズンはカラバフFKに期限付き移籍した。
2021年2月1日、FCミッティランへ完全移籍した。